# Internationaler Fisher-Effekt
Dieser Artikel wurde aufgrund inhaltlicher und/oder formaler Mängel auf der Qualitätssicherungsseite des Portals Wirtschaft eingetragen. 
Du kannst helfen, indem du die dort genannten Mängel beseitigst oder dich an der Diskussion beteiligst.
Der Internationale Fisher-Effekt (auch: Fisher-Open) überträgt die Aussagen des Fisher-Effekts auf internationale Zusammenhänge. Grundlegend sind folgende Annahmen:
- Die Realertragsraten der betrachteten Länder (h: heim; f: fremd) sind identisch (Arbitragefreiheit).
- Die Fisher-Beziehung gilt in beiden Ländern.

Mit
- {\displaystyle r\!\,}  : Realzins
- {\displaystyle n\!\,} : Nominalzins
- {\displaystyle \pi \!\,} : Inflationsrate

impliziert dies, dass folgende Beziehung gilt:
{\displaystyle {\frac {1+n_{h}}{1+\pi _{h}}}=(1+r_{h})=(1+r_{f})={\frac {1+n_{f}}{1+\pi _{f}}}}.
Daher gilt die erweiterte Fisher-Beziehung:
{\displaystyle {\frac {1+n_{h}}{1+n_{f}}}={\frac {1+\pi _{h}}{1+\pi _{f}}}}.
Diese Gleichung impliziert ferner, dass Währungen mit höheren (erwarteten) Inflationsraten ein höheres Zinsniveau haben sollten. Abweichungen können begründet sein durch:
- Nicht vollständig integrierte Kapitalmärkte (Realertragsraten stimmen nicht überein).
- Politische Risiken.
- Währungsrisiken.
- Andere Gründe.

Bei Gültigkeit der Kaufkraftparitätentheorie folgt ferner mit {\displaystyle e} als Wechselkurs in Preisnotierung und dem Zeitindex {\displaystyle t}:
{\displaystyle {\frac {1+n_{h}}{1+n_{f}}}=(1+\pi _{h})=(1+\pi _{f})={\frac {e_{t+1}}{e_{t}}}}.
Diese Gleichung bezeichnet man als Fisher-Open bzw. Internationalen Fisher-Effekt. Er impliziert, dass Währungen mit niedrigen Nominalzinsen tendenziell gegenüber solchen mit hohen Nominalzinsen aufwerten. (Die hohen Nominalszinsen sind dabei durch hohe Inflationsraten begründet.)